# هیگرزتاون (مریلند)
هیگرزتاون (به انگلیسی: Hagerstown) شهری در ایالت مریلند کشور ایالات متحده آمریکا است که جمعیت آن در سرشماری سال ۲۰۱۰ میلادی، ۳۹٬۶۶۲ نفر بوده‌است.